# Moritz von und zu Gilsa

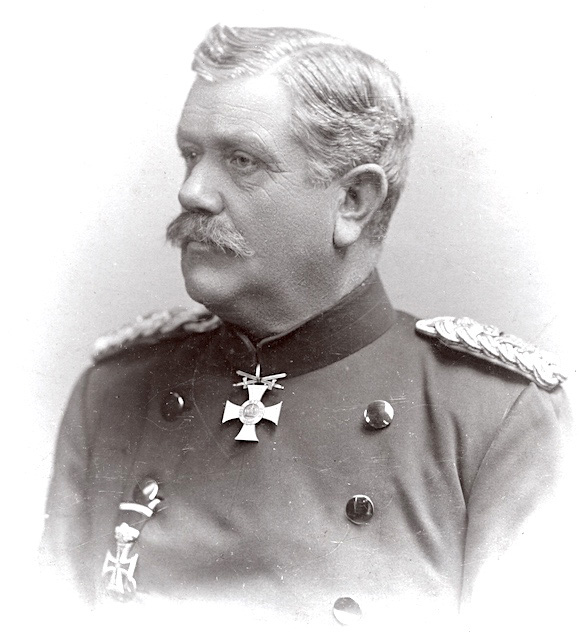
Moritz von und zu Gilsa als Oberst um 1896

Moritz Karl Christian Eitel von und zu Gilsa (* 9. November 1841 in Wetzlar; † 19. Juli 1909 in Gilsa) war ein preußischer Generalleutnant.

## Leben

### Herkunft
Moritz entstammte dem hessischen Adelsgeschlecht von Gilsa. Er war ein Sohn des preußischen Generalmajors Friedrich von Gilsa (1808–1886) und dessen Ehefrau Friederike, geborene Freiin von Wittgenstein (1817–1906).

### Militärkarriere
Nach dem Besuch des Gymnasiums in Wetzlar sowie der Kadettenhäuser in Bensberg und Berlin trat Gilsa am 1. Juli 1859 als Husar in das 10. Husaren-Regiment der Preußischen Armee ein. Mitte September 1860 wechselte er als Portepeefähnrich in das Westfälische Infanterie-Regiment Nr. 55 und avancierte ein Jahr später zum Sekondeleutnant. Während des Krieges gegen Dänemark nahm Gilsa 1864 an den Gefechten bei Rackebüll, Lillemölle und nahm am Übergang nach Alsen teil. Dafür erhielt er am 14. August 1864 den Roten Adlerorden IV. Klasse mit Schwertern. Nach dem Krieg war er vom 1. April bis zum 30. September 1865 an die Militär-Schießschule kommandiert.
Während des Deutschen Krieges kämpfte Gilsa 1866 bei Dermbach, Kissingen, Laufach, Aschaffenburg, Tauberbischofsheim und Gerchsheim. Außerdem nahm er an der Beschießung von Würzburg teil und erhielt für sein Wirken Ende September 1866 den Kronen-Orden IV. Klasse mit Schwertern. Anschließend wurde er Adjutant des I. Bataillons und diente von November 1868 bis zum September 1869 als Adjutant des II. Bataillons. In dieser Eigenschaft stieg er zum Premierleutnant auf.
Während des Krieges gegen Frankreich war Gilsa ab dem 16. Juli 1870 Kompanieführer beim mobilen Regiment, bis er am 6. August 1870 in der Schlacht bei Spichern schwer verwundet wurde. Er erhielt am 24. September 1870 das Eiserne Kreuz II. Klasse, kehrte nach seiner Gesundung am 18. Oktober 1870 zunächst zum Ersatz-Bataillon seines Regiments zurück und trat am 18. Februar 1871 als Kompanieführer wieder zum mobilen Regiment über.
Nach dem Krieg wurde er am 15. Dezember 1873 zum Hauptmann befördert und zeitgleich zum Kompaniechef ernannt. Am 22. April 1879 erfolgte seine Versetzung in das 3. Hannoversche Infanterie-Regiment Nr. 79 und am 15. Januar 1884 mit Patent vom 15. Dezember 1872 in das Schleswig-Holsteinische Füsilier-Regiment Nr. 86 an. Unter Beförderung zum Major wurde Gilsa am 13. Januar 1885 in das Hessische Füsilier-Regiment Nr. 80 versetzt und Mitte April 1886 zum Kommandeur des II. Bataillons ernannt. Am 20. September 1890 wurde er zum Oberstleutnant befördert und als etatsmäßiger Stabsoffizier in das neu aufgestellte Infanterie-Regiment Nr. 145 nach Metz versetzt. Dort wurde er am 14. Mai 1893 zum Oberst und zugleich zum Regimentskommandeur ernannt. Am 17. Oktober 1895 bekam er den Kronen-Orden II. Klasse mit Schwertern und avancierte am 22. März 1897 als Generalmajor zum Kommandeur der 83. Infanterie-Brigade. Gilsa erhielt am 20. April 1898 den Roten Adlerorden II. Klasse mit Eichenlaub und Schwertern am Ringe und am 8. Oktober 1898 wurde er Kommandant von Straßburg. Unter Verleihung des Charakters als Generalleutnant wurde er am 16. November 1899 mit Pension zur Disposition gestellt. Er starb am 19. Juli 1909 in Gilsa.
Der Kommandierende General des XI. Armee-Korps der General der Infanterie von Grolman schrieb am 1. Januar 1892 in seiner Beurteilung: „Ist ein recht guter Bataillonskommandeur, der mir auch im Manöver gut auffiel. Als Garnisonsältester in Hanau zeigte er Takt und Geschick. Wird sich zum Regimentskommandeur eignen.“

### Familie
Gilsa heiratete am 27. September 1878 in Ballenstedt Agnes Freiin von Cramer (1842–1908). Das Paar hatte mehrere Kinder:
- Jerta (* 1872) ⚭ 1897 Joachim von Rappard (* 1873), preußischer Hauptmann und Platzmajor in Glogau
- Werner (* 1875), Farmer in Argentinien
- Albrecht (* 1878)
- Georg (* 1879), preußischer Offizier
- Erich (* 1881), Kaufmann

⚭ 1910 (Scheidung 1916) Erna Wolf (* 1888)
⚭ 1919 Martha Kögler (* 1884)
- Hermann (1885–1916), Landwirt, gefallen bei Zatuce (Russland), Oberleutnant im Infanterie-Regiment „von Voigts-Rhetz“ (3. Hannoversches) Nr. 79 ⚭ 1911 Margarete Jansen